# Каменский чугунолитейный завод
Ка́менский чугу́нолите́йный заво́д — казённый чугуноплавильный и железоделательный завод, первым отливший чугун и выпустивший пушки на Урале. Был расположен в городской черте Каменска-Уральского Свердловской области. В этом районе в 1682 году Далматовский Успенский монастырь наладил производство кричного железа, а в 1699 году завод отошёл к казне и действовал до 1926 года.
Прекратив выпуск орудий в 1705 году, завод долгое время специализировался на производстве железа, стали и боеприпасов. Возобновлённое производство пушек было вновь прекращено в 1819 году из-за высокого процента брака и вторично возобновилось после радикальной модернизации производства. Предприятия, унаследовавшие оборудование Каменского завода в советское время, вели выпуск хозяйственной утвари, в годы Великой Отечественной войны производили боеприпасы, а в послевоенное время — электродвигатели.

## Географическое положение
Завод основан на реке Каменке, притоке реки Исети, примерно в 88 километрах к юго-востоку от Екатеринбурга, в Далматовском округе (позднее — Камышловский уезд Пермской губернии), современная территория города Каменска-Уральского Свердловской области.

## История создания

### Заимка Далматовского монастыря
В 1681 году монахами Далматовского Успенского монастыря была обнаружена железная руда в 16 километрах выше Колчеданского острога на реке Железенке, впадающей в реку Исеть, о чём было сообщено в этом же 1681 году игуменом Исааком тобольскому воеводе. 31 января 1682 года была подана просьба о выделении монастырю данных земель от имени Далмата Исетского. 3 февраля 1682 года Жалованная грамота на выделение земель и плавление руды для монастырского обихода была подписана царём Фёдором III Алексеевичем. На месте грамоту получил тобольский воевода А. А. Голицын. 28 июня 1682 года сыном боярским Фёдором Рукиным было проведено межевание земли с людьми из Колчеданского острога: «взяв с собой колчеданского мирского старосту Абрашку Абрамова и окольных людей, драгун, Васку Алексеева, новокрещена Ивашка Елизарьева Одношеву, Бориска Ветошкина, Сергушку Гаврилова Ергу, Ивашка Камышева, да оброчных крестьян Якушка Патрекеева Лучникова, Мартюшка Васильева, Ивашка Сидорова, Аксинка Фёдорова Пешка, приехав на Железенку реку, осмотрел и сметил по обе стороны Железенки речки железную руду, лесные и чистые места и всякие угодья, и поставил межи и грани. И по той Железенке речке вверх до Белые речки, в разных местах, железные руды на 15 десятин». Было основано Железенское поселение, состоящее из 40 крестьянских дворов, переселённых из деревни Верхний Яр. Производством заведовал старец Питирим, которого можно считать первым управителем Каменского завода. И уже 17 мая 1696 года митрополит Тобольский и Сибирский Игнатий сделал заводу первый военный заказ — отправил грамоту игумену Далматовского Успенского монастыря Исааку для изготовления на Железенском поселении 50 железных ядер для медной пищали Воскресенского острога на реке Миасс, так как «в Тобольске ковать их было некому, таких умеющих кузнецов и железных рудоплавов там не нашлось».
Оборудование завода в XVII веке
Описание внутреннего устройства завода и поселения дал монах Ф. Черницын в 1691 году. Завод представлял собой монастырский двор на реке Железенке, во дворе изба на мосте, перед избой клеть и сени, в подклети хлебные закрома; большая поземая (низкая) изба, к избе прирублены сени в два этажа; в углу двора тёплый хлев и две большие стаи, над ними сарай под драничной крышей. Вне двора — кузница с наковальней, клещами и мехами; домница для плавки железа с двумя печками с кричными клещами и с тремя поварницами (ковшами для вычерпывания шлака); перед домницей угольный сарай-пристройка; ступа и пест для измельчения железной руды, погреб «с надногребицею» и однопоставная мельница на реке Железенке. Завод располагал двумя горнами, измельчение руды производилось вручную. Данный участок выпускал кричное железо до 1704 года.
Далматовский монастырь обеспечивал свои потребности в железных изделиях, поставлял железо в Тобольск, а также продавал его.

### Строительство Каменского казённого завода
После смерти главы Сибирского приказа Ивана Борисовича Репнина 5 июня 1697 года новым руководителем стал думный дьяк Андрей Андреевич Виниус. Уже 10 июня того же года вышел указ Петра I о поиске мест для строительства казённых железоделательных заводов «О выборе всякого чина людям руд в Верхотурье и Тобольске, о выборе удобных мест и учреждение заводов и о присылке в Москву снятых с таковых чертежей». Автором указа являлся А. А. Виниус. Он же пересмотрел старый спор между казаками Колчеданского острога и Далматовским монастырём о принадлежности Каменской слободы. 28 сентября 1699 года указом Петра I вся территория вместе с поселением и заводом была отведена в казну. На основании данного указа и воли царя Виниус отправил грамоту в Тобольск к ближнему боярину и воеводе князю Михаилу Яковлевичу Черкасcкому и стольнику Петру Михайловичу Черкасскому о необходимости выслать образцы железа Каменского завода с описанием рудных мест, лесов и угодий. В декабре 1699 году на завод из Москвы был отправлен плотинный и колёсный мастер Ермолай Яковлев. Уже 15 февраля 1700 года он приступил к заготовке леса для постройки плотины. Для возведения плотины был выбран створ между высокими берегами. Размеры плотины составили 107 метров в длину и 43 метра в ширину.
12 января 1700 года вышел указ Петра I, согласно которому 21 февраля того же года на Каменский завод были направлены 20 мастеров вместе с семьями, а также необходимое оборудование для строительства завода — 3276 килограмма прутового железа, 20-пудовый молот, хомут молота весом 86 килограммов, подшипники и другое оборудование, изготовленное на заводе Вахрамея Вахрамеевича Меллера и на тульском заводе Льва Кирилловича Нарышкина. 13 марта 1700 года вышел ещё один указ, предписывающий тобольскому воеводе начать строительство завода на реке Каменке и назначить управляющего стройкой завода. На эту должность был назначен тобольский боярский сын Иван Астраханцев. Каменская слобода состояла из 33 дворов, что оказалось недостаточным для строительства завода, и тобольским воеводой М. Я. Черкасским к Каменской слободе было приписано ещё 1040 дворов государственных крестьян близлежащих слобод.
Для изготовления орудий на Каменском заводе из Тюмени были вызваны мастера литья пушек и колоколов из бронзы Андрей и Елизар Колокольниковы.
23 апреля 1700 года согласно запросу были отправлены в Сибирский приказ чертежи прилегающих земель завода, а также расчёт необходимых материалов и количества работников.
26 апреля 1700 года Сибирский приказ ответил, что материал и рабочие будут предоставлены, а также требовал поспешить со строительством завода.
К 25 ноября 1700 года доменная печь ещё не была готова, поэтому плавка происходила в старой домне (сыродутной печи).
В феврале 1701 из Москвы на Каменский завод был отправлен мастер укладного дела Яков Беляев и ещё четыре мастера с семьями для производства пушек.
В период с 16 февраля 1700 по 8 октября 1701 года были построены рубленая плотина, кирпичная доменная печь, молотовая фабрика, кузница, ряд вспомогательных амбаров и 25 изб. Общая сумма затрат составила 5000 рублей. В последующее годы завод был обнесён крепостной бревенчатой стеной с башнями и воротами, земляным валом и рвом с рогатками от набегов башкир.
8 октября 1701 года в новую домну была засыпана руда, и 15 октября была получена первая партия чугуна весом 262 килограммов.
В декабре 1701 году были отлиты первые 3 пушки и 2 мортиры, которые на санях были доставлены в Москву, а в феврале 1702 года тобольский воевода Черкасский получил царскую похвалу. В феврале 1702 года была запрошена в Москву ещё одна партия пушек, и в марте 1702 года в Москву на Пушечный двор прибыли 5 пушек с 56 ядрами и 2 мортиры с 19 бомбами. Там они были обточены и просверлены, а 8 апреля 1702 года протестированы на пробной стрельбе в присутствии А. А. Виниуса. Были присланы также 6 ружей и 6 мушкетов, сделанных на заводе тобольским оружейником Никифором Пиленкой.

### Верхнекаменский железоделательный завод
В трёх километрах от Каменского завода вверх по течению реки Каменки был построен новый завод. Строительство, к которому были привлечены 249 крестьян, длилось с 15 ноября 1703 по 21 ноября 1704 года. Была построена плотина длиной 143, шириной 43 и высотой 12 метров, а также сооружены две молотовые фабрики, кузница, угольный сарай, амбар и 17 изб для жилья мастеровых людей. Таким образом было сформировано поселение Новый Завод.
В связи с указом Петра I от 19 января 1705 года, который предписывал прекратить выплавку пушек на Каменском заводе, оставив производство только снарядов и железа для военного ведомства, литьё пушек было остановлено до 1719 года. Верхнекаменский железоделательный завод был фактически остановлен. В 1714 году и в 1719 году заводская плотина была размыта весенним половодьем. В 1720 году при пожаре сгорели обе молотовые фабрики. Фабрики были восстановлены, но весной 1723 года плотина была в очередной раз размыта, и две фабрики нового завода были разрушены. После этого завод не восстанавливался.

### Железный караван
25 ноября 1700 года боярский сын Иван Салманов впервые предложил следующий маршрут доставки заводского железа в Москву:
- от завода до реки Чусовой — 66 километров вдоль Исети, мимо рек Камышенки, Брусянки и Бобровки до Арамильской слободы и оттуда до Чусовой
- сплавом по реке Каме
- и далее по Волге[3].

Первый речной караван c продукцией завода (350 орудий) вышел с Уткинской казённой пристани 27 апреля 1703 года на 40 дощаниках и прибыл в Москву 18 июля того же года.

## XVIII век
26 декабря 1701 года было принято решение о строительстве второй доменной печи и ряда сооружений для производства пушечного и мортирного литья. В 1702 году завод отлил 70 пушек, из которых 47 успел просверлить и очистить. На заводских испытаниях в присутствии А. А. Виниуса с 2 по 8 октября 1702 года 3 пушки разорвало. Для запуска второй домны из Тобольска на завод был отправлен мастер Христофор Левенфельт. Домна была запущена в 1703 году. В Москву в 1703 году были отправлены только 42 орудия (25 пушек, 8 мортир, 9 гаубиц). С учётом прибытия речного каравана 1703 года с 350 орудиями, Пушечный двор к осени 1703 года принял в общей сложности уже 400 Каменских орудий (216 3-фунтовых, 60 6-фунтовых и 97 8-фунтовых пушек, 12 мортир и 15 гаубиц) и 18 сентября 1703 года провёл испытания партий, пришедших речным караваном. Из 350 орудий 102 пушки и 5 гаубиц разорвало. Многие из присланных в этом и следующем году орудий были признаны «зело плохи и к стрельбе негодны».
Следствием неудачных испытаний стал указ Петра I от 19 января 1705 года, в котором всем уральским заводам было запрещено лить орудия, оставляя на них лишь выпуск снарядов, железа и уклада (стали). Производство чугуна и железа было крайне невелико и неритмично на протяжении 1705—1719 годов. После запуска Верх-Исетского завода производство чугуна выросло, но в 1736—1739 годах вновь снизилось в связи с модернизацией первой, а затем и второй домны. В конце XVIII века завод увеличил производство штыкового чугуна и припасов для других заводов, в том числе для Нижнеисетского завода. Заводское оборудование модернизировалось медленно и постепенно устаревало. Проблемой для завода были перебои с топливом, так как близлежащие леса были вырублены. В 1754 году заводу были отведены новые лесные угодья, но уже в 1770-х годах расстояние до вырубок составляло около 74 километров.
Захват Каменского завода в 1774 году войсками Пугачёва
В ходе крестьянской войны под предводительством Пугачёва 10 января 1774 года отряд восставших под руководством атамана Чиры занял Каменский завод и обосновался на будущем Чировом логу вблизи завода. Повстанцам удалось захватить около 10 пушек и ядра к ним. Полк майора Х. Фишера, посланного из Екатеринбурга, 3 марта 1774 года развернул бои за завод у деревень Богатенкова и Брод; 8 марта 1774 года повстанцы были разбиты, а завод освобождён.
Оборудование завода в XVIII веке
В начале XVIII века, в 1704 году, на заводе имелась плотина длиной в 106,7 метров и шириной в 42,7 метра, 2 доменные печи, сложенные из горного белого камня, 2 молотовые фабрики по два горна в каждой, кузница, «водяная вертильня» для сверления пушек, «4 вертильни ручных», сарай для производства «пушечных болванов» и фурм, изба для них же, два амбара для сушки пушечных сердечников. Ниже плотины стояла мукомольная мельница.
В конце XVIII века, в 1797 году, на заводе имелись доменная, формовальная, сверлильная, кузнечная фабрики, а также 2 мельницы — пильная и мукомольная. При доменных печах были деревянные меха, при кричном горне были старые меха, поднимавшиеся 4 раза в минуту. Поставку руды на завод осуществляли 8 рудников.

## XIX век
В начале XIX века из-за износа оборудования продукция завода выпускалась с браком, в пушечном производстве на поверхности канала пушек было множество газовых раковин. В 1810 году на заводе был применён новый способ сверления стволов орудий и труб при помощи закалённых чугунных свёрл и резаков, а с 1811 года на Екатеринбургском литейном дворе изготовлялись железные винты для заделывания раковин в стволах орудий. В 1819 году отливка орудий на заводе была прекращена. В 1825 году началась широкомасштабная реконструкция под руководством архитектора М. П. Малахова, применившего ряд рационализаторских идей для расширения производства. В ходе реконструкции была увеличена площадь завода и проведён капитальный ремонт фабричных помещений. Последовательное и компактное расположение помещений (доменного с литейным и корпусом сверления пушек) позволило организовать поточную организацию производства пушек и снарядов, сократив расстояние для переноски чугуна и деталей. Последующая модернизация позволила в 1830—1860 годах увеличить общий объём выпуска в 2,1 раза.
С 1861 года на заводе начались замена урочных рабочих вольнонаёмными. Лишившись опытных углежогов, завод испытал острую нехватку древесного топлива, а с пуском Пермских пушечных заводов производство орудий на Каменском заводе было прекращено. В 1870—1880-х годах завод стал выпускать водопроводные трубы, которые отправлялись на Екатеринбург-Тюменскую, Забайкальскую, Пермскую и Самаро-Златоустовскую железные дороги. Однако завод продолжал испытывать нехватку топлива. В 1881 году завод, владевший 165,9 тысячами десятин лесных угодий со значительными вырубками, стал использовать лесные угодья Монетной дачи. Однако заводские дачи сокращались в связи с наделением крестьян землёй и лесными участками: с 1889 год по 1907 год лесная дача сократилась до 65,3 тысяч десятин. Заводские рудники (Закаменный, Разгуляевский, Сипавский, Новиковский и Исетский) находились в радиусе 17-18 вёрст. Руда, содержавшая 45,5-51 % железа, на заводе подвергалась разбивке и просевке. В 1899 году была открыта заводская химическая лаборатория, что позволило улучшить качество литья. В 1897—1899 годах старые домны заменены печами шотландской системы с производительностью 2,5-2,8 тысяч пудов чугуна в сутки. Завод перешёл с выплавки серого чугуна на белый.
Оборудование завода в XIX веке
В 1802 году по проекту Л. Ф. Собакина были устроены гидравлические меха с 4 чугунными цилиндрами. В 1807 году, по описанию берг-инспектора П. Е. Томилова, на заводе имелась плотина, выложенная с нижней стороны бутовым камнем, имевшая в длину 117,3 метров и в ширину у основания 55,5 метров и сверху 34,1 метров, высотой 7,1 метров, воды было до 4,3 метра. В доменной фабрике было 2 доменных печи высотой по 11 метров, сложенных из горнового беловатого камня, а доменные корпуса, в которых стояли печи, были сооружены из крупного кирпича. В одной домне были чугунные четырёхцилиндровые меха, в другой — клинчатые деревянные. Корпуса плющильной, резной, сверлильной (с 5 сверлильными станками) и фурменной фабрик и кузницы находились в полуразрушенном состоянии, часть оборудования простаивала.
По окончании реконструкции в 1830-х годах были внедрены новые технологии отлива продукции; так, с 1836 года отливка снарядов обходилось без последующей обточки стальными пилами и зубилами. В 1840 году к доменной печи высотой в 9,9 метров была добавлена воздуходувная машина с 4 чугунными цилиндрами. В 1843 году запущены два новых сверлильных станка, действующих от металлического водяного колеса диаметром 6,4 метра. В начале 1850-х годов отливка стволов орудий также стала происходить без последующей обработки их поверхности снаружи и внутри канала. В 1851 году запущен вентилятор для ваграночной печи. В 1852 году были проложены рельсовые пути для транспортировки отлитых орудий от литейного чана в сверлильных цех. В 1853 году заработали ещё 11 пушечно-сверлильных машин и станок для полировки канала ствола. В 1855 году были запущены вторая ваграночная и две сушильные печи, в 1856 году был смонтирован горн для переплавки крупных чугунных вещей на мелкие. В 1858 году запущена новая пушечно-литейная фабрика с 4 отражательными печами вместимостью до 350 пудов, две дымопроводные трубы, чан для установки форм и подъёмный ворот. Наружные стены отражательных печей были выложены из кирпича и для прочности одеты в кожух из чугунных плит, а внутренние стены сложены из огнеупорного кирпича. Печи имели общее поддувало, устроенное под землёй. В 1859 году запущена вторая домна, что позволило вести плавку чугуна круглый год.
В 1850 году на заводе уже были 3 паровые машины (первая, мощностью в 5 л. с., приводила в движение сверлильные станки; вторая, в 35 л. с. — воздуходувную машину при доменных печах; и третья, в 4 л. с. — токарные станки). Запущена турбина Фурнейрона мощностью в 25 л. с., приводившая в движение 9 станков. В 1862—1863 годах была увеличена ёмкость отражательных печей до 450 пуд чугуна в каждой. В 1862 году был введён в строй новый сливной мост, при домне № 1 устроен прибор для нагревания паровых котлов теряющимся жаром, в 1864 году отремонтированы 10 сверлильных и 1 цапфенный станок, расчищена река Каменка и её притоки, началась постройка рудообжигательных печей.

## XX век
В 1901 году завод отметил 200-летие, были отлиты чугунная памятная доска и чугунная памятная медаль. В 1902 году весенним паводком прорвало заводскую плотину, но она была вскоре восстановлена. В этом же году на заводе к паровой воздуходувной машине были установлены дополнительный паровой котёл и второй воздухонагревательный прибор, а также уложены рельсы по всей территории, что удешевило передвижение тяжестей. В 1904 году во все цеха было проведено электрическое освещение, построена ещё одна вагранка, увеличен станочный парк механической фабрики, улучшена технология производства чугунных водопроводных труб.
Первая мировая война
В 1914—1917 годах завод выполнял военный заказ на артиллерийские снаряды от Артиллерийского ведомства. В 1914 году прибыль завода составила 76,8 тысяч рублей. По данным главного техника Уральского горного управления Лузина, в ноябре 1915 года на заводе имелись паровая машина в 50 лошадиных сил и водяная турбина в 43 л. с., электроэнергия от заводского генератора обеспечивала заводское освещение и работу дробилки и глиномялки, а в штате завода насчитывалось 58 литейщиков, 14 токарей, 4 слесарей и 6 кузнецов с молотобойцами. В 1916 году была построена железнодорожная ветка в 35 километров от южных рудников (Боевского, двух Багарякских, трёх Мельниковских, Казаковского, Колпаковского, Синарского, Усмановского) на завод.
Революционное движение
2 марта 1917 года в связи с февральскими событиями на Каменском заводе состоялся митинг, на котором была сформирована рабоче—заводская дружина, возглавляемая В. Ф. Головиным. 27 марта 1917 года на заводе прошли выборы в Советы народных депутатов. В декабре этого же года завод был национализирован. 4 января 1918 года на заводе был сформирован фабрично-заводской профсоюзный комитет, а 14 января — коллегия по управлению заводом.
Гражданская война
В июне 1918 года часть Каменской заводской дружины стала основой полка «Красные орлы». 23 июля под руководством М. Цикарева и В. Еремина прошла эвакуация Каменского завода: были разобраны машины и станки, запакованы детали в деревянные ящики, осуществлён вывоз оборудования на железнодорожную станцию, где оно было погружено в вагоны и эвакуировано в Егоршино. Доменная печь на заводе была затушена. Уже 26 июля завод был занят белогвардейскими войсками под командованием полковника Д. Н. Панкова и частями Чехословацкого корпуса под командованием поручиков Гасала и Грабчика. Через год, 23 июля 1919 года, Каменский завод снова перешёл под контроль красных, когда на его территорию вошёл 187-й полк имени Володарского 21-й дивизии 3-й армии. В 1919 году заводская домна была запущена, завод выпустил 6000 пудов литья и 9500 пудов водопроводных труб.

## Артель «Серп и Молот»
1 марта 1922 года Каменский чугунолитейный завод был передан в ведение треста «Гормет» и 1 октября 1923 года поставлен на консервацию, а в апреле 1926 года закрыт. Всё литейное производство Каменского чугунолитейного завода — ваграночная печь, слесарное оборудование, бытовые и художественные бронзовые модели и эталонные чугунные отливки — было ещё в марте 1922 года передано кустарно-промысловой артели «Серп и Молот» (известной также как завод «Вагранка»), туда же перешли литейщики Каменского завода. Артель на производственном оборудовании Каменского завода изготовляла сельскохозяйственный инвентарь, печное и посудное литьё, из старых художественных моделей отливались пепельницы без клейм, выпускались также чугунные горшки разного литража, сковороды, ступы, ножные приборы для швейных машин, замки, колёса к тачкам, дверцы к очагам, очажные плиты.
В 1941 году были освоены кровати с сеткой, паровые утюги, литые комнатные печи. В годы Великой Отечественной войны артель изготавливала боеприпасы к 50-мм ротным миномётам («М-50»), а также 82-мм и 120-мм сварные железные гильзы для миномётных снарядов и печные приборы. В мае 1942 года артель «Серп и Молот» была передана под управление строительного треста № 41 Народного комиссариата авиационной промышленности и получила название «Завод № 5». Завод стал выпускать литьё для талей грузоподъёмностью 1 и 3 тонны, блоков Людерса, лебёдок, домкратов, газогенераторных установок для машин ЗИС-5, насосов ЦНШ-65, НКУ-1,5, документация по которым была получена от Мелитопольского насосно-компрессорного завода, эвакуированного в Катайск, где на его основе был создан Катайский насосный завод. Помимо этого отливались чугунные ребристые трубы для парового отопления, детали для центробежных насосов. Многие работники завода ушли на фронт, их место занимали женщины и подростки. Кабинетное литьё на заводе «Вагранка» выпускалось малыми партиями с 1950 по 1964 год, в основном по заказам предприятий и организаций. С 1949 года предприятие носило название «Завод а/я № 41». С 1949 года на заводе развивается Каменское художественное литьё. В 1961 году завод был присоединён к «Заводу п/я 33», а литьё было прекращёно. Оборудование было передано Первоуральскому заводу сантехнических изделий.

## Горпромкомбинат
Территорию Каменского чугунолитейного завода в 1928 году передали под гараж строительства железной дороги Свердловск-Курган, затем под гараж УАК, в 1934 году — под гараж рудоуправления, а в 1935 году — под мастерские райсобеса. В 1935 году механические мастерские райсобеса, размещаемые в зданиях Каменского чугунолитейного завода, в том числе в бывших конюшнях завода, передали Каменск-Уральскому горпромкомбинату, выделив в них автомастерские. В сентябре 1941 года сюда были эвакуированы из Москвы Центральные авторемонтные мастерские треста № 41 НКАП.
Горпромкомбинат в годы Великой Отечественной войны вёл закалку пружин для магазина ППШ, выпускал крюки для держателя изоляторов на столбах и прочее. С февраля 1942 года Горпромкомбинатом были приняты весовые мастерские, проводившие ремонт и поверку весового хозяйства торговых организаций. В марте 1942 года были выпущены хлебные ножи, 4000 миски, 1000 половников, 300 стиральных досок, висячие замки. В апреле 1942 года были выпущены 5000 лопат, 3000 тяпок, 21 сани. Весной 1943 года были выпущены 4500 железных лопат, 500 окучников, 750 кухонных ножей, 800 подставок для кастрюль, ведра, тазы, умывальники, совки, металлические банки для гуталина, в мае 1943 года — 50 000 металлических пуговиц. В том же году было выпущено 109 детских санок. Согласно решению исполнительного комитета Свердловского областного Совета депутатов трудящихся от 7 июля 1944 года, Каменск-Уральский горпромкомбинат был преобразован в завод Министерства местной промышленности РСФСР в составе треста металлообрабатывающей промышленности «Свердлоблместпрома». В Каменск-Уральский в 1945 году были отправлены прессы, делительная машина и токарные станки, пиломатериал. Новый завод продолжал выпускать мебель, сельскохозяйственный инвентарь и прочие заказы. В 1946 году Горпромкомбинат был преобразован в «Завод № 5». С 1950 года завод получил новое название — «Каменск-Уральский электромеханический завод» (КУЭМЗ), и с этого года стал выпускать электродвигатели. В настоящий момент завод называется ОАО «Уралэлектромаш» и продолжает выпускать электродвигатели.

## Продукция
Каменский завод в разные годы выпускал кричное железо, чугун, уклад, сталь, прутовое и гранёное железо, проволоку, пушки, мортиры, гаубицы, ядра, бомбы и гранаты, снаряды, картечь, мортирные станки, колёса для лафетов морских орудий, художественное литьё, водопроводные трубы, кухонную утварь, аппараты для обжига руд над колошником, железнодорожные башмаки, катки, колокола, черепицу, котлы, печные приборы, литые чугунные решётки, литые детали крыльца для дома, барельефы, половые чугунные плитки, валки для Екатеринбургского монетного двора, изделия для заводских нужд (наковальни, молоты, инструменты).
В 1752—1753 годах Каменский завод обеспечил чугунной черепицей для покрытия крыш зданий Воскресенский Новодевичий монастырь.
- Ограда Летнего сада, 1777
- Готические ворота в Царском Селе, 1777—1778
- 12-фунтовая пушка, 1704
- 5-пудовая мортира, 1812
- Пушки из экспедиции В. Беринга, 1724 и 1733

## Награды
Продукция Каменского завода была отмечена на различных выставках:
- 1878 — участие продукции завода на Всемирной выставки в Париже;
- 1882 — диплом III разряда (бронзовая медаль) Всероссийской художественно-промышленной выставки в Москве «за артиллерийские снаряды удовлетворительной выделки»[14];
- 1887 — большая серебряная медаль Сибирско-Уральской научно-промышленной выставки в Екатеринбурге, организованной Уральским обществом любителей естествознания, «за отличную доменную плавку, отливку артиллерийских снарядов и чугунных труб и других изделий».

- 1682 — старец Питирим
- 1700—1702 — Астраханцев Иван, сын боярский
- Левенфельт Христофор, иноземец из ссыльных
- 1703 — Качанов Иван, московский дворянин
- 17.01.1704—1705 Аршинский Иван Иванович, приказной дворянин
- 1705 — Астраханцев Иван, сын боярский
- 1711—1715 — Горчаков Роман, князь, комендант
- 1715—1716 — Козинский Фёдор Ефимович
- 1717 — Ушаков Константин Фёдорович
- 1718 — Мусин-Пушкин Иван Савельевич
- 1719—1720 — Арсентьев Иван
- 1721 — Фефилов Фёдор, земской комиссар
- 1723 — Аврамов Иван Васильевич, приказчик
- 1724—1729 — Столов Прокопий Маркович
- Стадухин
- 1733 — Прокопьев Ларион, прапорщик
- Старый Василий Маркович
- 1739 — Шетянков
- 1742—1743 — Макашов Филипп
- 1756 — Раздершин Василий Осипович
- 1756—1761 — Текутьев Андрей, гиттенфервальтер
- 1761—1763 — Гордеев Алексей Константинович
- Калачёв Алексей, шихтмейстер
- Аврамов Фёдор Иванович
- 1774, январь — февраль — Пономарёв Филипп, атаман, подканцелярист
- Степанов
- 1774—1784 — Дягилев Василий Фёдорович
- Черницын
- 1797 — Богданбаум
- Хак Иван Карпович
- Штурм Пётр Иванович
- 1798—1801 — Ярцов Семён Сергеевич
- 1801 — Мамышев Николай Родионович
- 1811—1830 — Грамматчиков Александр Фёдорович
- 1823 — Норстрем Семён Петрович
- Гилёв Константин Артемьевич
- Сейснер Михаил Иванович
- 1830—1837 — Милованов Павел Петрович
- 1846 — Иван Антонович Бароцци де Эльс, майор
- 1847—1854 — Грамматчиков Александр Александрович
- 1854 — Шугаев Константин Дмитриевич, штабс-капитан
- 1863—1866 — штабс-капитан Яков Иванович Вейценбрейер
- 1866—1870 — Полков Николай Алексеевич
- 1876—1884 — Москвин Александр Александрович
- 1883 — Черневский Каллист Юрьевич
- 1890—1892 — Пушновский Николай Алексеевич
- 1892—1897 — Версилов Николай Павлович
- 1897—1908 — Панцержинский Чеслав Валерианович
- 1909—1917 — Лесневский Людвиг Викентьевич

- 1720 — 84 мастеровых, 2 служащих, 7051 приписных крестьян
- 1726 — 71, 2, 7051
- 1733 — 68, 2, 7051
- 1740—114, 2, 7051
- 1745 — 66, 2, 7051
- 1747—123, 2, 7638
- 1756 — 66, 5, 7638
- 1781—185, 5, 5583
- 1797—243, 8, 5583
- 1800—173, 8, 8011